# Palacio de Oriente (conservera)
Palacio de Oriente o Conservas Antonio Alonso es una empresa conservera española con sede en Vigo, Galicia. Está reconocida como la conservera más antigua de España, con más de 150 años de trayectoria. Actualmente, la quinta generación de la familia Alonso está al frente del negocio, con Iván Alonso-Jáudenes, tataranieto del fundador, como director general.

## Historia
Juan Antonio Alonso Santodomingo, nacido en Bayona en 1844, emigró a Cuba, donde se dedicó al comercio textil durante casi 20 años. Tras su regreso a Galicia, decidió invertir en el sector conservero, que en aquel momento comenzaba a florecer. Según el historiador Xoán Carmona, autor de "Las familias de la conserva", Alonso no era uno de los indianos que volvían con grandes fortunas, sino un emprendedor que supo aprovechar sus conocimientos y recursos para iniciar un negocio próspero.
En 1886, Alonso construyó un almacén en lo que hoy es la avenida de García Barbón, en Vigo, dedicado a la producción de sardinas en aceite. Más tarde, en 1900, participó en la fundación de La Metalúrgica y se asoció con Manuel Pita, quien se convertiría en el primer presidente de la Unión de Fabricantes de Conservas de la Ría de Vigo.
La empresa creció gracias a la ampliación de sus instalaciones y la modernización de sus procesos. Juan Antonio Alonso encargó el diseño de la fábrica al arquitecto Jenaro de la Fuente Domínguez, quien diseñó un edificio que en su momento se convirtió en un ícono de la arquitectura industrial modernista en Vigo. Tras la muerte del fundador en 1917, sus hijos Rodrigo, Antonio, Salvador y Mauro tomaron el control de la empresa, formando la sociedad Antonio Alonso Hijos en 1918. Durante las décadas siguientes, la compañía expandió sus operaciones, estableciendo fábricas en Bueu, Setúbal (Portugal) y Celeiro. Además, durante la Primera Guerra Mundial, se convirtió en uno de los principales proveedores de conservas para los ejércitos, abriendo sucursales en Burdeos y Niza.
En 1922, la empresa lanzó su marca más conocida, "Palais d'Orient", que obtuvo un gran reconocimiento en la Feria Internacional de Bruselas. Mauro Alonso Cuenca, uno de los hijos del fundador, también desempeñó un papel destacado en la política local, llegando a ser alcalde de Vigo entre 1927 y 1929. En 1927, la fábrica recibió la visita del rey Alfonso XIII, un hecho que subrayó la importancia de la empresa en el sector conservero español.
En 1940, la familia se dividió en dos ramas, pero la empresa continuó su expansión bajo la dirección de Guillermo Alonso Meléndez y, posteriormente, de su hijo Guillermo Alonso Jáudenes.
En 2012, un incendio devastó la planta de Bueu, lo que obligó a la empresa a reconstruir y modernizar sus instalaciones. En 2013, se inauguró la nueva planta en el Parque Industrial Castiñeiras, equipada con moderna tecnología. Este episodio marcó un punto de inflexión para la empresa, que logró resurgir de sus cenizas y consolidarse como un referente en la industria conservera.
Actualmente, Palacio de Oriente factura alrededor de 20 millones de euros anuales y cuenta con alrededor de 51 empleados. La empresa ha centralizado toda su actividad en Bueu, aunque mantiene su fábrica histórica en Vigo como un símbolo de su legado.

## Marketing y mercado
En 2021, Palacio de Oriente renovó su imagen de marca, adoptando un logotipo más moderno y un eslogan que refleja su historia y calidad: "Maestros conserveros desde 1873".
En cuanto al mercado, la empresa vende alrededor del 20-25% de sus productos en el extranjero, con presencia en 32 países, incluyendo Estados Unidos, México, Centroamérica y varios países europeos. Su objetivo es incrementar las ventas internacionales al 30-35% en los próximos años.